# Samira Islam
Samira Ibrahim Islam (سميرة إسلام) es una farmacóloga e investigadora saudí. Encabeza la Unidad de Control de Fármacos del Centro de Investigación Médico Rey Fahd en la Universidad del Rey Abdulaziz. Fue fundamental a la hora de asegurar la educación formal universitaria para las mujeres en Arabia Saudita.

## Biografía
Tras la educación secundaria, Islam fue enviada a Egipto para terminar sus estudios. Fue la primera mujer saudí en obtener un Doctorado en Filosofía. Comenzando en 1971 se ofreció como voluntaria para dar conferencias en la Universidad del Rey Abdulaziz. Fue nombrada Asesora Académica para la sección de mujeres de las ramas de la universidad de Meca y Yeda en 1973. Trabajó para establecer la educación formal universitaria para las mujeres saudíes. Se convirtió en vice decana de la Facultad de Medicina en 1974.
Islam investigó el metabolismo de los fármacos en relación con la población saudita. Fundó y encabezó la Unidad de Control de Fármacos del Centro de Investigación Rey Fahd de la Universidad Rey Abdulaziz. Fue la primera persona  de Arabia Saudita en convertirse en catedrática de Farmacología en 1983. Islam está en la junta directiva de la Fundación de Ciencia y Tecnología Árabe.
Islam recibió un Premio Meca a la Excelencia por su investigación sobre los efectos e impacto de las medicaciones en los saudíes.